# Slabičná rovnováha
Slabičná rovnováha (též komplementarita délky) je pravidlo výslovnosti severogermánských jazyků (s výjimkou dánštiny) – faerštiny, islandštiny, norštiny a švédštiny. V těchto jazycích je přízvučná slabika vždy dlouhá. Podle tohoto pravidla je v této slabice buď dlouhá samohláska (následována jednou krátkou nebo žádnou souhláskou), nebo je samohláska krátká následována foneticky dlouhou souhláskou. Mohou tedy nastat tyto kombinace:
- dlouhá samohláska (+ krátká souhláska)
- krátká samohláska + dlouhá souhláska (+ krátká souhláska)

Je-li za přízvučnou samohláskou více než jedna souhláska, samohláska je obvykle krátká a první souhláska ve skupině je dlouhá. Dvojhlásky (nejsou ve švédštině) se podle tohoto pravidla chovají jako dlouhé samohlásky.
Příklady
- norsky: tak [ˈtɑːk] – střecha, takk [ˈtɑkː] – děkuji
- švédsky: illa [ˈɪlːa] – špatný, önska [ˈønːska] – přát si, god [ˈguːd] – dobrý, tala [ˈtɑːla] - mluvit, ö [ˈøː] – ostrov

Za fonologický distinktivní (rozlišující) rys se obvykle považuje délka samohlásky. Délka následující souhlásky je k ní komplementární (doplňková). Dlouhé souhlásky se proto za samostatné fonémy obvykle nepovažují. Jsou tedy pozičními (polohovými) variantami (alofony) téže hlásky.